# Sibine joyceans
Sibine joyceans är en fjärilsart som beskrevs av Dyar 1927. Sibine joyceans ingår i släktet Sibine och familjen snigelspinnare. Inga underarter finns listade i Catalogue of Life.